# El Huizache, Querétaro Arteaga
El Huizache är en ort i Mexiko.   Den ligger i kommunen Cadereyta de Montes och delstaten Querétaro Arteaga, i den centrala delen av landet, 160 km norr om huvudstaden Mexico City. El Huizache ligger 1 911 meter över havet och antalet invånare är 141.
Terrängen runt El Huizache är bergig söderut, men norrut är den kuperad. Terrängen runt El Huizache sluttar österut. Runt El Huizache är det ganska glesbefolkat, med 39 invånare per kvadratkilometer. Närmaste större samhälle är Zimapan, 17,8 km sydost om El Huizache. Omgivningarna runt El Huizache är i huvudsak ett öppet busklandskap.